# Alessandro Macioti
Alessandro Macioti (* 29. August 1798 in Velletri; † 18. Januar 1859 in Rom) war ein italienischer Kurienerzbischof.

## Leben
Er war der Sohn von Michelangelo Macioti (1770–1852) und entstammte einer einflussreichen Familie aus Velletri. Sein Onkel Geraldo Macioti (1768–1837) war Weihbischof im suburbikarischen Bistum Velletri; ein weiterer Onkel, Vincenzo Macioti (1775–1840) war Bischof von Amelia und später von Ferentino.
Alessandro Macioti wurde 1818 zum Doctor theologiae promoviert und empfing am 21. April 1821 die Priesterweihe. Er wurde Domherr der Kathedrale von Velletri und Dozent am dortigen Priesterseminar. Papst Gregor XVI. ernannte ihn am 10. Februar 1831 zum Geheimen Kammerherrn. Am 20. August 1832 trat er als Päpstlicher Hausprälat in den Dienst der Kurie. Er wurde Kanoniker der Basilika Santa Maria Maggiore und am 30. August 1832 Koadjutor des Pro-Datars Seiner Heiligkeit Attone Benigni, dem er nach dessen Tod (29. Dezember 1835) in der Doppelfunktion als Pro-Datar wie auch als Sekretär der Kongregation für das Heiligtum von Loreto nachfolgte.
Papst Gregor XVI. erhob ihn am 26. September 1845 zum Titularerzbischof von Colossae. Die Bischofsweihe spendete ihm am 5. Oktober desselben Jahres Kardinalvikar Costantino Patrizi Naro; Mitkonsekratoren waren Erzbischof Giovanni Francesco Cometti Rossi und Carlo Gigli, Bischof von Tivoli. Alessandro Macioti wurde als Apostolischer Nuntius in der Schweiz nach Luzern entsandt. Dort sah er sich mit dem Sonderbundkrieg konfrontiert, in dessen Verlauf Macioti sich durch Ansprachen exponierte und deshalb 1848 nach Rom zurückberufen wurde. Papst Pius IX. ernannte ihn am 6. Juni 1850 zum Koadjutor des Apostolischen Almoseniers Lodovico Tevoli, am 21. Juni zum Päpstlichen Thronassistenten, später zum Konsultor der Kongregation für außerordentliche kirchliche Angelegenheiten, ferner zum Assessor (Sekretär) des Heiligen Offiziums. Am 1. Mai 1856 schließlich wurde er Kanoniker der Vatikanbasilika.